# 俺たちスーパーマジシャン
『俺たちスーパーマジシャン』(原題: The Incredible Burt Wonderstone) は、2013年のアメリカのコメディ映画である。
スティーヴ・カレルとスティーヴ・ブシェミが、少年時の友情で結ばれていたが現在は不和なラスヴェガスのマジシャン・コンビを、ジム・キャリーがライバルとなる不気味な「スーパー・マジシャン」を演じている。日本では劇場未公開。

## キャスト
- バート・ワンダーストーン - スティーヴ・カレル
- アントン・マーベルトン - スティーヴ・ブシェミ
- スティーブ・グレイ - ジム・キャリー
- ジェーン - オリヴィア・ワイルド
- ランス・ホロウェイ - アラン・アーキン
- ダグ・マニー - ジェームズ・ガンドルフィーニ
- Rick the Implausible - ジェイ・モーア
- ミヒャエル・ブリー・ヘルビヒ（英語版） - 本人
- バート（少年時） - メイソン・クック
- アントン（少年時） - ルーク・ヴァネク
- いじめっ子役 - ザカリー・ゴードン
- デビッド・カッパーフィールド - 本人
- ラスベガスのレポーター - メリッサ・オードウェイ